# Volcán Pular
El volcán Pular es un estratovolcán situado en la Región de Antofagasta (Chile), al sur del Salar de Atacama hacia el este. Es la segunda montaña más alta de la Región de Antofagasta.
Dada su ubicación, aislada de centros poblados y rutas comerciales, fue escalado por primera vez sólo en 1972. A su vez, sólo se registra una erupción en su historia, ocurrida en 1990.